# Frostproof
Frostproof est une ville américaine située dans le comté de Polk, en Floride.
Le nom de la ville provient des cowboys qui venaient dans la région l'hiver avec leur bétail ; « frostproof » signifie à « l'épreuve du gel » ou « résistant au gel ».

## Démographie
| 1930  | 1940  | 1950  | 1960  | 1970  | 1980  |
| ----- | ----- | ----- | ----- | ----- | ----- |
| 1 406 | 1 704 | 2 329 | 2 664 | 2 814 | 2 995 |

| 1990  | 2000  | 2010  | - | - | - |
| ----- | ----- | ----- | - | - | - |
| 2 808 | 2 975 | 2 992 | - | - | - |

Selon le recensement de 2010, Frostproof compte 2 992 habitants. La municipalité s'étend sur 19,21 milles carrés (49,75 km2), dont 10,66 milles carrés (27,61 km2) de terres.